# 伊萬基夫齊 (拉諾夫齊區)
49°48′31″N 26°7′47″E / 49.80861°N 26.12972°E
伊萬基夫齊（烏克蘭語：Іванківці）是位於烏克蘭西部特諾皮爾州裏克列梅涅茨區的村莊，處於布格利夫卡河畔，始建於1449年，面積3.42平方公里，2001年人口633。